# Flagge der Gemeinschaft Unabhängiger Staaten

Flagge der GUS von 1991 bis 1996

Die Flagge der Gemeinschaft Unabhängiger Staaten (russisch Флаг Содружества Независимых Государств) besteht aus einer gelben Sonne auf einem blauen Hintergrund mit acht gebogenen Stangen, welche die Sonne halten.

## Beschreibung
Die Stangen repräsentieren die Mitgliedstaaten der GUS, welche am 21. Dezember 1991 die Gründungsakte unterzeichnet haben (Armenien, Aserbaidschan, Kasachstan, Kirgisistan, Moldau, Tadschikistan, Turkmenistan und Usbekistan). Das Design symbolisiert den Wunsch nach gleichberechtigter Partnerschaft, Einheit, Frieden und Stabilität.